# Abbott och Costello
Abbott och Costello var ett amerikanskt komikerpar som bestod av Bud Abbott och Lou Costello. De var ett av de mest populära, välbetalda och produktiva komikerparen under 1940- och 50-talen, med mer än två filmer årligen under hela 1940-talet, vid sidan av radio- och TV-framträdanden, samt ett flitigt turnerande, bland annat för att förmå allmänheten att teckna krigsobligationer. De har i Sverige även marknadsförts under benämningen "Olycksfåglarna".
Abbott och Costello började arbeta tillsammans 1935, vid Eltinge 42nd Street Theatre i New York. I samtida redogörelser kan man hitta uppgifter om att de träffats redan 1929 och kämpat sig fram under små omständigheter innan de fick sitt stora genombrott. Detta är en del av filmbolaget Universal Studios publicitetshistoria där man velat framställa parets succé som en plötslig och oväntad framgångssaga. I själva verket var Bud Abbott en bemärkt burleskteaterproducent och -aktör. Hans hustru var burleskdansare, liksom Lou Costellos hustru. Abbott och Costellos vägar korsades när Lou Costello bestämde sig för att pröva lyckan i fruns bransch, efter att ha givit upp försöken att försörja sig som stuntman i Hollywood.
I sin första film En natt i tropikerna (1940) har de biroller och framför den klassiska basebollsketchen "Who's on First?" i en kortversion. Den hade tidigare förekommit i radioshowen "The Kate Smith Hour" där Abbott och Costello var ett stående inslag innan de fick en egen show 1940. Från och med sin andra film, Kompaniets olycksfåglar (1941), hade de huvudrollerna i sina filmer.
Leslie Goodwins film Se opp för brandkårn (Fireman, Save My Child) från 1954 var även den tänkt att vara en Abbott och Costello-film, men Costellos dåliga hälsa tvingade paret att hoppa av i ett sent skede. De ersattes av Hugh O'Brian och Buddy Hackett.

## Filmografi
- 1940 – En natt i tropikerna (One Night in the Tropics)
- 1941 – Kompaniets olycksfåglar (Buck Privates)
- 1941 – Olycksfåglar till sjöss (In The Navy)
- 1941 – Akta're för spöken (Hold That Ghost)
- 1941 – Vi flyger i luften (Keep 'Em Flying)
- 1942 – Olycksfåglar till häst (Ride 'Em Cowboy)
- 1942 – Rio Rita
- 1942 – Ursäkta skynket (Pardon My Sarong)
- 1942 – Vi dubbel-deckare (Who Done It?)
- 1943 – Lugn i stormen (It Ain't Hay)
- 1943 – Se opp därnere! (Hit The Ice)
- 1944 – Vi grevar och baroner (In Society)
- 1944 – Vilse i harem (Lost In A Harem)
- 1945 – Se opp för flickor! (Here Come The Co-Eds)
- 1945 – Håll ångan oppe! (The Naughty Nineties)
- 1945 – Abbott och Costello i Hollywood (Abbott & Costello In Hollywood)
- 1946 – Lev livet livat! (Little Giant)
- 1946 – Förlåt, att jag spökar (The Time Of Their Lives)
- 1947 – Olycksfåglarna i toppform (Buck Privates Come Home)
- 1947 – Olycksfåglarna i vilda västern (The Wistful Widow Of Wagon Gap)
- 1948 – Uppåt väggarna (The Noose Hangs High)
- 1948 – Huuu! Så hemskt (Abbott and Costello Meet Frankenstein)
- 1948 – Ta tjuren vid hornen! (Mexican Hayride)
- 1949 – Skriket från Afrika (Africa Screams)
- 1949 – Kusligt värre (Abbott and Costello Meet The Killer: Boris Karloff)
- 1950 – Olycksfåglarna i främlingslegionen (Abbott and Costello In The Foreign Legion)
- 1951 – Olyckfåglarna möter osynlige mannen (Abbott and Costello Meet the Invisible Man)
- 1951 – Uppe på berget (Comin' Round The Mountain)
- 1952 – På grön kvist (Jack and the Beanstalk)
- 1952 – Sjörövare är vi allihopa (Abbott and Costello Meet Captain Kidd)
- 1952 – Olycksfåglarna i Alaska (Lost In Alaska)
- 1953 – Olycksfåglarna flyger till Mars (Abbott and Costello Go To Mars
- 1953 – Olycksfåglarna möter Dr Jekyll och Mr Hyde (Abbott and Costello Meet Dr. Jekyll And Mr. Hyde)
- 1955 – Gasen i botten (Abbott and Costello Meet The Keystone Kops)
- 1955 – Olycksfåglarna möter mumien (Abbott and Costello Meet The Mummy)
- 1956 – I gungan (Dance with Me, Henry)
- 1964 – Skräck och skratt med Abbott och Costello (The World of Abbott and Costello, kavalkadfilm)